# Stenurella vaucheri
Stenurella vaucheri är en skalbaggsart som först beskrevs av Ernest Marie Louis Bedel 1900.  Stenurella vaucheri ingår i släktet Stenurella och familjen långhorningar. Inga underarter finns listade i Catalogue of Life.